# 同人社

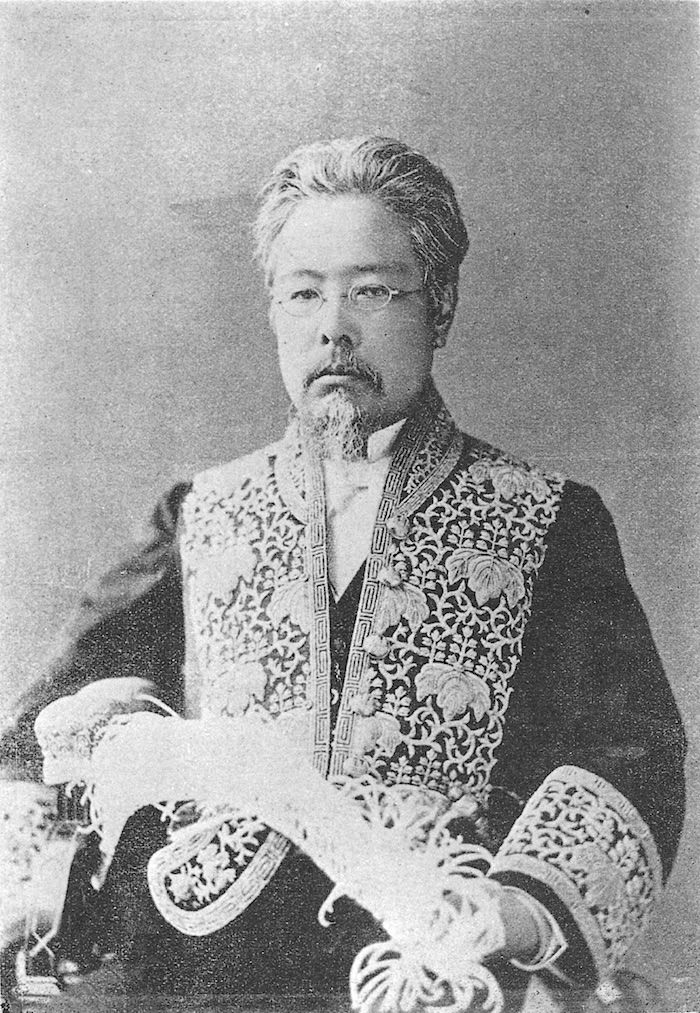
中村正直（敬宇）

同人社（どうじんしゃ）は、中村正直（敬宇）が1873年に東京府管下第四大区三小区小石川江戸川町に開設した私塾。中村の死後、杉浦重剛らの東京英語学校に併合され、廃校となった。

## 概要
1873年（明治6年）に開設されてから、慶應義塾、尺振八の共立学舎、箕作秋坪の三叉学舎（さんさがくしゃ）などと共に英学塾として知られていた。また、同人社女学校を開設するなど女子教育および障害者教育にも力を入れていた。
創設者の中村正直は明治六大教育家に数えられ、中村が開設した同人社は同じく六大教育家に数えられる福澤諭吉の慶應義塾（現：慶應義塾大学）、近藤真琴の攻玉塾（現：攻玉社中・高）とともに三大義塾と称された。最盛期の1881年（明治14年）頃には生徒数が300名を超えた。学科は英学変則・英学正則・漢学・数学があり、英学教師としてイギリス人のポート、カナダ人のカックランなどの外国人を雇い、中村も英語の訳読および作文の添削を行った。授業はかなり厳しく、月毎の小試験と夏期・冬季の大試験および日課表によって進級が決まるというもので、のちのジャーナリスト長谷川如是閑も落第したという。
カックランは麹町平河町の同人社分校で女子教育も行い、1879年（明治12年）5月1日より「同人社女学校」として独立したが1880年（明治13年）8月に廃校となった。
同人社の運営は中村の著述の印税頼みで、1883年（明治16年）の徴兵令改正によって徴兵猶予の恩典を失ったこともあって学生数が減少し、経営難となった。中村は福澤諭吉と非常に親しかったため、学校経営を福澤に依頼し千賀鶴太郎を塾頭に迎えたが、それでも衰運を回復できず、1889年（明治22年）、杉浦重剛・河島醇らの東京英語学校関係者に経営をゆだねた。そして中村の死後、東京英語学校に併合されて廃校となった。

## 主な教員
- 木村一歩 - 教頭
- ポート - イギリス人の薬剤師
- ジョージ・カックラン - カナダ・メソジスト教会の宣教師
- チャールズ・イビー - カナダ出身の宣教師
- ルイーズ・ピアソン - 共立女学校と偕成伝道女学校の創設者
- ディビッド・トンプソン - アメリカ長老教会の宣教師

## 主な出身者
- 野口英夫 - 山梨日日新聞社長
- 三島彌太郎 - 日本銀行総裁
- 池辺三山 - ジャーナリスト
- 小林芳郎 - 大阪控訴院検事長 / 検察の“小林一門”で知られている
- 佐久間信恭 - 英語学者 / 鳥羽・伏見の戦いで戦死した佐久間信久の養子
- 徳川家達 - 徳川宗家16代当主
- 池田藤八郎 - 衆議院議員 / 本間家の出
- 井口省吾 - 陸軍大将、陸大校長
- 床次竹二郎 - 政治家、官僚
- 古島一雄 - ジャーナリスト、貴族院勅選議員
- 長谷川如是閑 - ジャーナリスト
- 森盲天外 - 愛媛県議会議員、余土村村長、道後湯之町町長 / 日本初の視覚障害者の首長として知られる。
- 正木直太郎 - 教育者
- 湯本武比古 - 教育者
- 岡部次郎 - 衆議院議員
- 原亮一郎 - 東京書籍会長
- 谷本富 - 教育学者 / 沢柳事件で京大を追われた。
- 横井時雄 - 熊本バンドのメンバー、同志社社長、衆議院議員
- 田中喜一 - 哲学者

## 関連書籍
- 高橋昌郎 『人物叢書 中村敬宇』 吉川弘文館、1966年
- 長谷川如是閑 『或る心の自叙伝』 講談社学術文庫、1984年
- 神辺靖光「同人社」『明治時代史大辞典』 第2巻、吉川弘文館、2012年